# Kanalkreuz Oranienburg
Das Kanalkreuz Oranienburg ist ein Wasserstraßenkreuz bei der brandenburgischen Stadt Oranienburg, nördlich von Berlin. 
Es entstand durch den 1837 gebauten, den älteren Ruppiner Kanal kreuzenden Oranienburger Kanal. Infolge der Zerstörung der Schleuse Sachsenhausen am Nordende des Oranienburger Kanals 1945 im Zweiten Weltkrieg und der 1959 erfolgten Stilllegung der im Kriege beschädigten Schleuse Friedenthal am Ostende des Ruppiner Kanals ist das Wasserkreuz aktuell nur zwischen seinem südlichen und seinem westlichen Schenkel befahrbar.

## Geschichte
Um Oranienburg war die Havel bereits seit dem frühen Mittelalter Transportweg für Massengüter. Beim Gefälle bei den Mühlen wurde eine erste Schleuse errichtet, was fortwährend zu Interessenkonflikten zwischen Schiffern und Mühlenbetreibern führte.
Der Ruppiner Kanal wurde im späten 18. Jahrhundert errichtet, um eine Verbindung zwischen der Havel zum Kremmener See, Ruppiner See und nach Neuruppin zu schaffen. Seine erste Schleuse ist die direkt neben der Havel liegende  Schleuse Friedenthal. Über ihn wurde beispielsweise Torf aus dem Rhinluch nach Berlin transportiert. 
Der Oranienburger Kanal wurde zwischen 1832 und 1837 als Seitenkanal zur Havel  gebaut, um deren schlechter Schiffbarkeit  unterhalb der Oranienburger Mühlen und den Interessenskonflikten mit den Mühlenbesitzern aus dem Wege zu gehen. Dieser zweigt direkt oberhalb der ehemaligen Mühlen mit der Schleuse Sachsenhausen von der Havel ab und umgeht Oranienburg westlich in einem weiten Bogen bis zum Erreichen der Havel erst wieder zwischen Pinnow und Borgsdorf. Dabei kreuzt er wenig unterhalb der Schleuse Sachsenhausen den Ruppiner Kanal und bildet mit diesem das Kanalkreuz Oranienburg. Eine zweite Schleuse im Oranienburger Kanal wurde bei Pinnow gebaut. 
Seit der Fertigstellung des sogenannten Großschifffahrtsweges Berlin-Stettin 1914 wird die Frachtschifffahrt vorrangig über den Oder-Havel-Kanal östlich an Oranienburg vorbei geführt. Das Kanalkreuz verlor schon damals an Bedeutung für den Durchfahrtsverkehr zwischen Süd und Nord. Seit der Zerstörung  Schleuse Sachsenhausen 1945 ist dieser Verkehr nicht mehr möglich, und seit der Zuschüttung der Schleuse Friedenthal 1959 ist das Wasserkreuz auch nicht mehr von der Oranienburger Havel aus erreichbar.
In den folgenden Jahrzehnten verloren die Wasserstraßen als Transportwege ohnehin mehr und mehr an wirtschaftlicher Bedeutung. Hingegen ist im Besonderen seit der politischen Wende 1989 auf den brandenburgischen Wasserwegen ein starken Anstieg beim Wassertourismus und -sport zu verzeichnen, sodass das Kanalkreuz heute wieder stark aus dem Oranienburger in den Ruppiner Kanal und umgekehrt frequentiert wird. Aus diesem Grund wurde von Seiten der Stadt Oranienburg über einen Neubau beziehungsweise die Restaurierung der Schleusen Friedenthal und Sachsenhausen nachgedacht, auch um so im stärkeren Maße vom Wassertourismus zwischen Berlin, der Unteren Havel Wasserstraße, der Ruppiner Wasserstraße, der Oberen Havel-Wasserstraße und dem Oder-Havel-Kanal zu profitieren.
Ende 2017 wurde der Neubau der Schleuse Friedenthal und somit die Wiederherstellung des direkten Zugangs zum Ruppiner Kanal von Oranienburg aus offiziell beschlossen.